# Marqvard Tidemand
Marqvard Tidemand, begravd 30 april 1550, var en dansk adelsman.
Han var herre till Hellerup (Ringe) och Søbo, och kallades av sin samtid "lille Marqvard Tidemand" för att skilja honom från en kusin med samma namn, vilken till sin död 1529 varit lensmand på Annisse som hans änka, Ingeborg Sparre, behållit efter hans död. "Lille" Marqvard Tidemand var son till Anders Tidemand till Holm, som i sin tid hade varit lensmand på Aalborghus, Tranekær och Aalholm. Modern hette Kirsten Andersdatter Passow. År 1516 skrivs han till sin fädernegods Holm. Tydligen var han från 1519 lensmand på Holbæk Slot, på vilket han 1527 fick livsbrev och som han 1531 fick i pant. 
Efter sina föräldrar hade han ärvt ett annat kronpant, Fuglebjerg och Haldager (Øster Flakkebjerg Herred), på vilket han 1527 också fick livsbrev. År 1532 var han en av hövitsmännen vid tåget till Norge mot Kristian II, och åter 1535 var han skeppshövitsman under Peder Skram. År 1535–1536 var han lensmand på Tranekær, men efter Grevefejdens slut återvände han tillbaka till sitt gamla län Holbæk. Han var en av den själländska adelns befullmäktigade på den stora herredagen i Köpenhamn 1536, och 1548 ledsagade han hertig Fredrik (den blivande Fredrik II) till Norge.
Marqvard Tidemand, vars begravning var den 30 april 1550, levde i ett barnlöst äktenskap med Karen Eilersdatter Bølle, som tillförde honom huvudgårdarna Hellerup och Søbo samt ett pantlän, Toreby Birk. Karen Eilersdatter gifte sig sedan med Lage Urne till Rygård och dog den 15 augusti 1582.